# Andrei Astvatsatourov
Œuvres principales
- Skunscamera
- Souvenirs dans les poches

Andrei Alexeïevitch Astvatsatourov (en russe : Андре́й Алексе́евич Аствацату́ров), né le 7 juillet 1969 à Leningrad, est un professeur et écrivain russe.

## Biographie
Né à Leningrad dans une famille de l’intelligentsia russe, Andrei Astvatsatourov est inscrit enfant dans une école en langue anglaise où s’affirme sa passion pour la littérature anglo-saxonne. Après des études de philologie anglaise, il obtient un diplôme de langue et littérature anglophone à l’université d’État de Saint-Pétersbourg.
Professeur d’histoire de la littérature à l’université d’État de Saint-Pétersbourg, il a également enseigné aux États-Unis au sein du Bard College dans l’État de New-York.
Il est l’auteur de nombreux articles traitant de littérature anglo-saxonne ainsi que de préfaces d’ouvrages d’auteurs américains et britanniques (Oscar Wilde, J. D. Salinger...). C'est un spécialiste de l’œuvre d'Henry Miller.
Il est membre du jury du prix NOS en 2012 et depuis 2014 de l’Union des écrivains de Saint-Pétersbourg.
Il publie son premier roman, Les Gens à nu, en 2009 qui sera salué par la critique, notamment par la version russe de GQ. En 2010, il publie Skunkskamera et en 2015 paraît son troisième roman, Souvenirs dans les poches. Ce dernier est traduit en français et publié par Macha Publishing en 2016.
À la source du style d’Andrei Astvatsatourov on trouve chez ce spécialiste de la littérature américaine les grands auteurs russes mais aussi Ernest Hemingway ou Sherwood Anderson.

## Œuvres
- (ru) Les Gens à nu, Ad Marginem Press, 2009, 304 p. (ISBN 978-5-91103-080-3)
- (ru) Skunscamera, Ad Marginem Press, 2010, 304 p. (ISBN 978-5-91103-110-7, lire en ligne)
- Souvenirs dans les poches, Paris/Paris, Macha Publishing, 2016, 191 p. (ISBN 978-2-37437-008-8)

• |Il est interdit de nourrir les pélicans|, Macha Publishing, 2021. Traduit du russe par Valentina Chepiga

## Récompenses
- Sélection pour le Prix du best-seller national en 2010 pour Les Gens à nu
- Lauréat du prix des lecteurs du prix NOS en 2011 pour Skunskamera[6]